# Рудник Даугизтау
Рудник Даугизтау – гірничодобувний майданчик в центральній частині Узбекистану.
Рудник здійснює розробку однойменного золоторудного родовища, яке знаходиться на південний захід від міста Зарафшан. Хоча в цьому районі працює Центральне рудоуправління Навоїйського гірничо-металургійного комбінату (НГМК), проте у випадку з Даугизтау роботи доручили Північному управлінню НГМК. Відповідно, руда постачається на Гідрометалургійний завод № 3 (ГМЗ-3), що належить до Північного рудоуправління та знаходиться за сто десять кілометрів від копальні в районі міста Учкудук.
Розробка, що почалась в 2001 році, ведеться відкритим способом за допомогою кар’єру Даугизтау (а також набагато меншого кар’єру Магрибкон, що працює з родовищем Західний Даугизтау). В 2021-му тут досягнули рекордного обсягу вилученої породи (руди та розкривних порід) на рівні 33 млн м3.  При цьому за два десятиліття роботи рудник відправив на ГМЗ-3 216 млн тонн руди.